# Elsbeth Plehn
Elsbeth Plehn (* 7. März 1922; † 13. Dezember 2001) war eine deutsche Sängerin der Stimmlage Alt und Gesangspädagogin.

## Leben und Wirken
Elsbeth Plehn studierte an der Albertus-Universität Königsberg Schulmusik und Musikerziehung. In Dresden nahm sie Gesangsunterricht bei Herbert Winkler, Martin Flämig und A. Rauch und war als Konzert- und Oratoriensolistin erfolgreich.
1959 wurde sie Dozentin an der Hochschule für Musik Carl Maria von Weber und erhielt dort 1975 einen Ruf als Professorin.
Zu ihren Schülern gehören der Bassbariton Peter Olesch, die Mezzosopranistin Annelott Damm, die Sopranistin Carola Nossek, die Gesangspädagoginnen Christiane Junghanns und Christiane Bach-Röhr und der Regisseur Michael Heinicke.